# Cyrta nigrocupuliferous
Cyrta nigrocupuliferous är en insektsart som beskrevs av Zhang och Wei 2002. Cyrta nigrocupuliferous ingår i släktet Cyrta och familjen dvärgstritar. Inga underarter finns listade i Catalogue of Life.